# 上杉房定
上杉 房定（うえすぎ ふささだ）は、室町時代中期から戦国時代にかけての守護大名。越後国・信濃国守護。越後上杉家6代当主。
15世紀後半の約46年という長きにわたって越後を支配し、関東で享徳の乱や長享の乱を戦う過程で守護領国を完成させた。

## 生涯

### 越後守護就任と国内の掌握
永享3年（1431年）、上条上杉家の上杉清方の子として誕生。
宝徳元年（1449年）2月、従兄で越後守護・上杉房朝が急死すると房朝の側近である長尾頼景らに後継として擁立された。
宝徳2年（1450年）12月に房定は京から越後へ下向し頼景の伯父の守護代長尾邦景・実景父子を攻め、邦景は自害し、実景は信濃へ逃れた。この事件を揚北の国人・中条氏は「一国之動揺」と記している。邦景父子は室町幕府と鎌倉府の政治的・軍事的緊張の中で力を伸ばしたが、鎌倉府の滅亡、次いで嘉吉の乱の6代将軍・足利義教暗殺によって政治的地位を低下させ、京都で力を盛り返した守護に対抗できなかった。
府内での政権掌握に成功した房定は京都に戻ることなく自ら越後の支配に乗り出した。
宝徳3年（1451年）3月、下郡の国人に対する示威行動のように弥彦神社へ参拝した。同年5月には信濃で復帰運動を続ける実景への合力を禁じる御教書が越後の国人へ発給された。

### 鎌倉府の再興
将軍義教の死後、幕府では鎌倉府復興が取り沙汰されるようになり、文安4年（1447年）には万寿王丸（後の足利成氏）の関東帰座が実現した。『鎌倉大草紙』には「越後の守護人上杉相模守房定」が永享の乱後の関東地方の混乱鎮圧のために、前鎌倉公方・足利持氏の遺子永寿王丸の関東復帰を長年にわたって幕府に嘆願し、これを実現させたと記されている（但し当時の越後守護は房朝である）。

### 享徳の乱の勃発と展開
成氏と上杉氏は宝徳2年（1450年）4月には早くも対立が表面化し、享徳3年（1454年）12月に成氏が房定の従兄で山内上杉家の関東管領・上杉憲忠を暗殺した事をきっかけに享徳の乱が勃発する。幕府は房定にも成氏の追討を命じ、幕府から征旗を下された房定は、上野国で憲忠の跡を継いだ弟・上杉房顕勢と合流し、康正元年（1455年）6月5日には上野三宮原、7月25日には穂積原で成氏軍と戦って打ち勝ち下野国足利まで進出したが、12月には撤退した。その後古河城に逃れて「古河公方」と名乗った成氏に対抗するために、上杉方も五十子を本拠地として陣を構え（五十子陣）、房定は以後16年にわたって関東に滞在して各地で成氏方の諸将との戦いに費やすこととなる。
長禄3年（1459年）10月、上杉軍は大規模な軍事攻勢をかけ、武蔵国太田荘、海老瀬口、羽継原で相次いで成氏軍と戦った（五十子の戦い）。この時房定は兵700騎を率い利根川を渡り成氏軍を攻め、成氏軍は2000人の死傷者を出して潰走したというが、『香蔵院珎祐記録』などからこの一連の合戦で上杉方は敗北したと見られている。以後、戦況は膠着状態となった。
寛正4年（1464年）12月、房定は上杉右馬頭を大将として派遣し信濃の高梨政高を攻めた。この侵攻で右馬頭は討死するが、成氏が越後勢の敗走を喜んでいることから高梨政高は村上政清らと共に成氏方であったとみられる。この敗戦を受け、寛正6年（1465年）6月に8代将軍足利義政は信濃守護小笠原光康に対し、房定と協力して村上・高梨を退治するよう命じた。

### 顕定の山内上杉家相続と都鄙和睦
文正元年（1466年）2月、房顕が子供を遺さずに陣没した。長尾景信は房定の子を後継者に吹挙したものの、山内上杉家中にこの事に反対する勢力との深刻な対立があり、房定はなかなか承諾しなかった。しかし結局は8代将軍・足利義政の強硬な後押しで、次男龍若（後の顕定）を養子に出すことを承諾し、関東管領に就任させている。岩松家純の説得もあったという（『松陰私語』）。顕定を養子に入れたことで、房定は上杉諸家の長老となった。関東への影響力も増し、実質的に越後上杉家は享徳の乱における上杉方の惣大将となった。
文明元年（1469年）に守護代として留守を守り続けた長尾頼景が没し、守護代は子・重景が継いだが、越後の国内に不安を覚えたため、文明3年（1471年）までに嫡男の定昌を上野白井城に留めて自身は越後に帰還した。同年4月から上杉方は成氏方へ攻勢をかけており、義政は何度も房定へ好機を逃さず関東へ出陣するよう要請したが、房定は信濃や越後国内の政情不安を理由になかなか応じなかった。6月には越前国の朝倉孝景への合力も求められている。
その後、長尾景春の乱とそれに乗じた成氏の攻勢で追い詰められた両上杉氏は、文明10年（1478年）正月に成氏と和を結んだ。
文明12年（1480年）頃から本格的に上杉氏・幕府と古河公方との和睦交渉が始まるが、房定はこの交渉において決定的な役割を果たし、文明14年（1482年）に「都鄙和睦」を成立させた。
文明18年（1486年）3月には、戦乱鎮圧の功績によって異例の従四位下相模守に任じられている。この頃、東福寺の季弘大叙は日記に「上杉は越後が平宗（本宗）、京都は惣領、関東は庶子」と書き残している。すなわち、越後上杉家が宗家、京都上杉家（旧犬懸上杉家）が惣領（嫡流）、関東管領家（山内上杉家）は庶流とみなす見方が一部とは言え、京都では広まっていたことを示している。

### 長享の乱と嫡男の死
房定の奔走の甲斐あって約30年に及んだ享徳の乱は終結したが、今度は顕定と扇谷上杉家当主・上杉定正との間に対立が生じた。原因は定正が越後・山内上杉氏主導で行われた都鄙和睦に不満を抱いていたことや、顕定が長尾景春の乱の過程で大きく勢力を伸ばした扇谷上杉氏に危機感を抱いたことが挙げられている。やがて定正が文明18年（1486年）に太田道灌を暗殺したことを契機として、翌長享元年（1487年）に両上杉氏の間で長享の乱が始まった。
房定は白井城に配した嫡男・定昌を通じて顕定を支援していたが、定昌は長享2年（1488年）3月に白井城で自害してしまった。これを受けて房定は自ら関東に出陣し、6月に武蔵須賀谷原、11月には高見原で扇谷方と戦った。合戦はいずれも扇谷方の優勢に進んだが、不利な情勢で顕定が持ちこたえる事が出来たのは父・房定による支援が存在したからであり、これが定正死後の顕定の反攻につながる事になった。

### 京との交流と府中文化
享徳の乱や都鄙和睦の交渉の過程で京都との関係は深まり、将軍家や在京公家との交流も盛んになった。文明18年（1486年）3月に房定は一国の守護としては破格の待遇である従四位下相模守に任じられたが、この官位を得るために近衛政家と接触して吉田神社の造営費を送り、足利義政や関係者にも莫大な金品を贈っている。幕府を通して李氏朝鮮から高麗版大蔵経を輸入し、越後安国寺へ納めることにも成功している。
応仁の乱で荒廃した京都からは飛鳥井雅康や聖護院道興といった一流の教養人として知られた公家・僧侶が越後に下向するようになった。連歌師宗祇や歌人尭恵、太田道灌の死で扇谷上杉家のもとから離れた万里集九も越後を訪れた。房定はこれをよく保護したため、越後の文化発展にも貢献するところとなった。当時の越後府中や房定と側近達の様子は『梅花無尽蔵』などに記されている。

### 越後支配と晩年
房定の時代の越後国内は長尾実景の没落後には大きな戦乱が起きる事もなく比較的安定していた。信濃の半国守護にも任命され、文明15年（1483年）から19年（1487年）にかけて行われた検地では倍以上の増分を検出するなど国内領主への統制を強めた。揚北衆の本庄房長は長享3年（1489年）・明応2年（1493年）の二度にわたって反乱を起こしたが、鎮圧軍として派遣された守護代長尾能景や伊達氏の上杉方への合力によって鎮圧された。長享元年（1487年）に出家し常泰と号した。
延徳3年（1491年）、管領細川政元と歌人冷泉為広が越後を訪問した。表向きは奥州に修験道の修行に行くという政元を房定が説得して京都に帰らせた事になっているが、近年では10代将軍・足利義材の廃立計画について房定・顕定父子の協力を求めに来たのではないかとも言われている。
明応3年（1494年）10月17日死去。享年64。家督は末子・房能が継承した。